# Пантя, Юрий Николаевич
Юрий Николаевич Пантя (укр. Юрій Миколайович Пантя; род. 5 апреля 1990, Черновцы) — украинский футболист, полузащитник гродненского «Немана».

## Биография
Воспитанник футбольной школы «Буковина» (Черновцы), в течение 2006—2007 годов выступал в ДЮФЛ за черновицкую «Освиту».
В 2012—2013 годах играл за футзальный клуб «Меркурий» (Черновцы), в тех же годах начал профессиональную футбольную карьеру в молдавской команде «Нистру» (Отачь), которая в то время выступала в высшей лиге и пыталась сохранить прописку в элите молдавского футбола.
В скором времени карьеру продолжил в родной черновицкой «Буковине», которая выступала в первой лиге Украины. Зимой 2015 покинул ряды родной команды, отыграв за «Буковину» 22 матча в чемпионате Украины и 2 матча в Кубке Украины.
С лета 2015 года на протяжении трех сезонов выступал в крымских командах «Бахчисарай» и «Крымтеплица», которые выступали в Премьер-лиге Крымского футбольного союза.
С марта 2019 года игрок белорусского клуба «Славия» (Мозырь). Дебютировал за «Славию» 31 марта в выездном матче Высшей Белорусской лиги против минского «Динамо». В течение сезона 2019 года провёл 25 матчей в национальном чемпионате и 1 игру в кубковом поединке.
Перед старта нового 2020 сезона в высшей лиге чемпионата Белоруссии известный портал Transfermarkt обновил цены на футболистов и по этим данным самым дорогим игрок команды «Славия-Мозырь» стал именно Юрий, портал оценил его в 300 000 евро.
Дебютным голом за команду отличился 8 апреля того же года в полуфинальном матче кубка Белоруссии против борисовского БАТЭ.
Стал обладателем Кубка Белоруссии, одолев в финале борисовский БАТЭ.
В январе 2023 года появилась информация, что футболист станет игроком гродненского «Немана». Вскоре футболист официально присоединился к гродненскому клубу, подписав контракт на 2 года.

## Семья
Младший брат — Валентин, также профессиональный футболист.

## Достижения
«Гомель»
- Обладатель Кубка Белоруссии: 2021/22

«Неман» Гродно
- Обладатель Кубка Белоруссии (2): 2023/24, 2024/25